# Park Min-gyu

Park Min-gyu (nacido en 1968) es un escritor surcoreano.

## Biografía
Park Min-gyu nació en Ulsan, una ciudad en el sureste de Corea del Sur en 1968. Se graduó de la Universidad Chung-Ang. Sus primeras dos novelas, Leyenda de los superhéroes del mundo (Chigu yongung chonsol) y El último club de fans de la superestrella Sammi (Sammi syuposuta oe majimak paenkullob) se publicaron en 2003 y le hicieron ganar el Premio Munhak Dongne de Escritores y el Premio literario Hankyoreh respectivamente. Su relato corto "Gracias, mapache" (Komawo, kwayon neoguri-ya) fue incluido en la Recopilación del premio literario Yi Sang del año 2005.
Sus relatos cortos se caracterizan por un sentido del humor penentrante pero no exagerado. Las historias se sitúan en un contexto global, en el que los seres humanos son redefinidos como poco más que un producto comercial disponible para la venta. Se describe a los personajes como gente que lucha con las dificultades financieras sin tener un futuro alentador.
Es conocido como un escritor de éxito, pero también es famoso por su look único: lleva coleta y gafas de sol como anteojos.
Su novela Pavana para una princesa muerta se publicó en 2009. Uno de sus relatos, titulado "La puerta de la mañana", ganó el Premio literario Yi Sang en 2010.
En 2010 se adaptó al teatro su relato corto "Una siesta". Fue dirigida por el cineasta Hur jin-ho y protagonizada por Kibum de Super Junior como versión joven del protagonista masculino Young-jin.

### Obras en coreano (lista parcial)
Novelas
- Leyenda de los superhéroes del mundo (2003)
- El último club de fans de la superestrella Sammi (2003)
- Ping Pong (2006)
- Pavana para una princesa muerta (2009)

Relatos cortos
- Bizcocho (Recopilación, 2005)
- Doble (Recopilación en dos volúmenes, 2010)
- "Una siesta"
- "La puerta de la mañana" (2010)

## Premios
- Premio literario Yi Hyosŏk (2007)
- Premio literario Yi Sang (2010 por La puerta de la mañana)